# Canada's Wonderland
Canada's Wonderland è un parco di divertimento di 1,3 km² che si trova a Vaughan, Ontario, Canada, nella Greater Toronto Area. È un parco stagionale che rimane aperto da maggio ad ottobre. Il parco fu aperto nel 1981.

## Roller Coaster
In totale Canada's Wonderland ha 16 roller coaster ed è il terzo parco insieme a Cedar Point e il Six Flags Magic Mountain con il maggior numero di roller coaster:

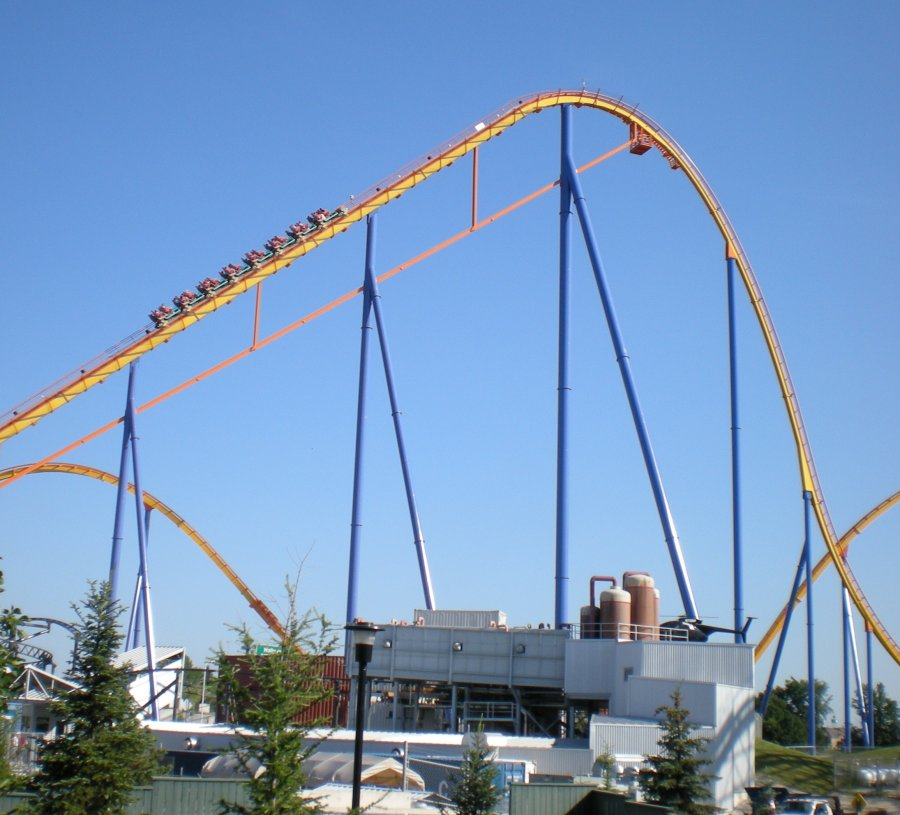
Behemoth, il secondo roller coaster più alto del parco (70 metri)

- Back Lot Stunt Coaster	Behemoth, il secondo roller coaster più alto del parco (70 metri)

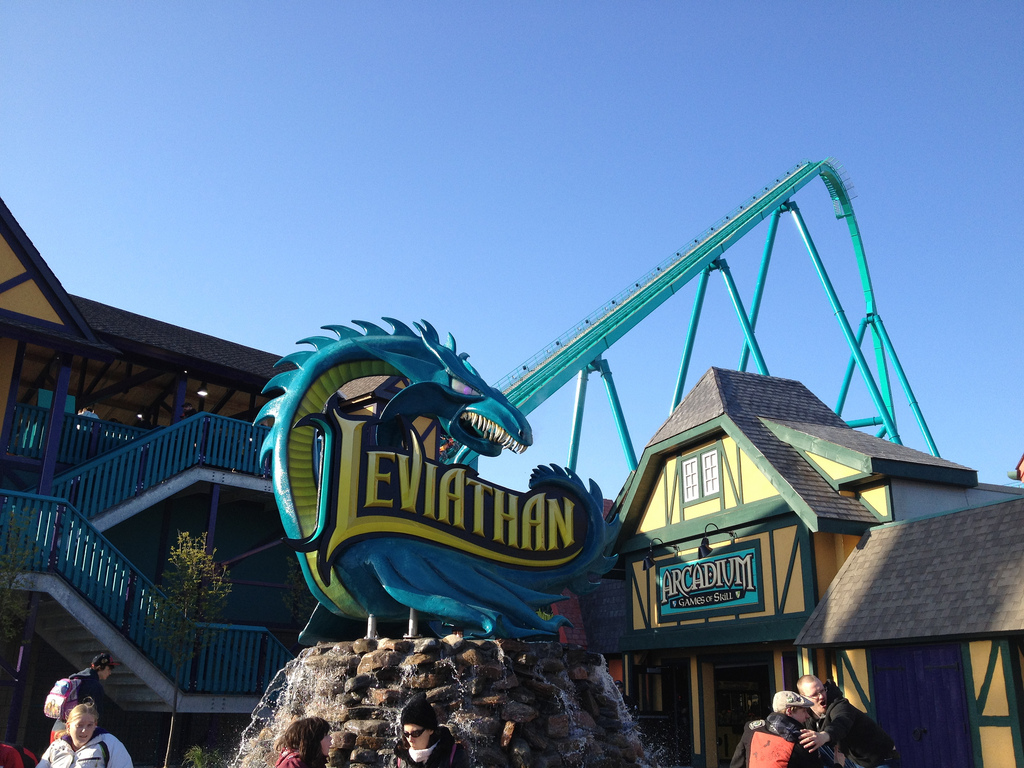
Leviathan,il roller coaster più alto del parco (93 metri)

- The Bat
- Behemoth
- Dragon Fire
- Flight Deck Leviathan,il roller coaster più alto del parco (93 metri)
- The Fly
- Ghoster Coaster
- Leviathan
- Silver Streak
- SkyRider
- Taxi Jam
- Thunder Run
- Time Warp
- Vortex	Steel
- Wild Beast
- Yukon Striker